# Коцюбинська сільська рада
Коцю́бинська сільська́ ра́да — адміністративно-територіальна одиниця та орган місцевого самоврядування в Гусятинському районі Тернопільської області. Адміністративний центр — село Коцюбинці.

## Загальні відомості
- Територія ради: 0,044 км²
- Населення ради: 2 113 особи (станом на 2001 рік)
- Територією ради протікає річка Нічлава

## Населені пункти
Сільській раді були підпорядковані населені пункти:
- с. Коцюбинці
- с. Чагарі

## Склад ради
Рада складалася з 16 депутатів та голови.
- Голова ради: Козубаль Ольга Іванівна
- Секретар ради: Мельник Олександра Миколаївна

### Керівний склад попередніх скликань
| Прізвище, ім'я, по батькові | Основні відомості                                             | Дата обрання | Дата звільнення |
| --------------------------- | ------------------------------------------------------------- | ------------ | --------------- |
| Козубаль Ольга Іванівна     | Сільський голова 2001 року народження, освіта менеджер ГКТНТУ | 26.03.2006   | 31.10.2010      |
| Козубаль Ольга Іванівна     | Сільський голова.1971 року народження,освіта вища             | 31.10.2010   |                 |

Примітка: таблиця складена за даними сайту Верховної Ради України

### Депутати
За результатами місцевих виборів 2010 року депутатами ради стали:

#### За суб'єктами висування
| Суб'єкт висування | Кількість обраних депутатів | %    |
| ----------------- | --------------------------- | ---- |
| Єдиний Центр      | 9                           | 56,3 |
| Самовисування     | 7                           | 43,8 |

#### За округами
| № округу      | Прізвище, ім'я, по батькові            | Дата визнання обраним | Освіта  | Партійна приналежність | Відомості про обраного депутата                                        |
| ------------- | -------------------------------------- | --------------------- | ------- | ---------------------- | ---------------------------------------------------------------------- |
| Єдиний Центр  |                                        |                       |         |                        |                                                                        |
| 1             | Гуцал Григорій Казимирович             | 01.11.2010            | середня | позапартійний          | с. Коцюбинці, приватний підприємець                                    |
| 4             | Чайка Михайло Миколайович              | 01.11.2010            | вища    | позапартійний          | Коцюбинський СБК, директор                                             |
| 6             | Добровольський Володимир Володимирович | 01.11.2010            | вища    | позапартійний          | тимчасово не працює                                                    |
| 8             | Сімчук Микола Михайлович               | 01.11.2010            | вища    | позапартійний          | Коцюбинська загальноосвітня школа І-ІІ ст., вчитель                    |
| 9             | Ковадло Ганна Іванівна                 | 01.11.2010            | вища    | позапартійна           | Бібліотека с. Коцюбинці, бібліотекар                                   |
| 11            | Мельник Олександра Миколаївна          | 01.11.2010            | вища    | позапартійна           | с. Коцюбинці, секретар Коцюбинецької сільської ради                    |
| 12            | Новак Іван Богданович                  | 01.11.2010            | вища    | позапартійний          | с. Коцюбинці, приватний підприємець                                    |
| 14            | Марчак Анатолій Павлович               | 01.11.2010            | вища    | позапартійний          | с. Коцюбинці ПСАФ «Нічлава», заправщик                                 |
| 15            | Лаврушко Роман Зіновійович             | 01.11.2010            | вища    | позапартійний          | тимчасово не працює                                                    |
| Самовисування |                                        |                       |         |                        |                                                                        |
| 2             | Добровольська Ольга Тарасівна          | 01.11.2010            | середня | позапартійна           | тимчасово не працює                                                    |
| 3             | Гнап Роман Васильович                  | 01.11.2010            | середня | позапартійний          | пенсіонер                                                              |
| 5             | Лозинський Йосип Михайлович            | 01.11.2010            | вища    | позапартійний          | с. Васильківці, приватний підприємець                                  |
| 7             | Осідак Марія Василівна                 | 01.11.2010            | середня | позапартійна           | с. Коцюбинці Маркет «Теко», продавець                                  |
| 10            | Топольніцький Михайло Петрович         | 01.11.2010            | середня | позапартійний          | с. Коцюбинці амбулаторія загальної практики — сімейної медицини, водій |
| 13            | Мельник Богданна Василівна             | 01.11.2010            | вища    | позапартійна           | с. Коцюбинці ПСАФ «Нічлава», вагар                                     |
| 16            | Кушаба Іван Володимирович              | 01.11.2010            | середня | позапартійний          | тимчасово не працює                                                    |